# Ctenophora (Ctenophora) nubecula
Ctenophora (Ctenophora) nubecula is een tweevleugelige uit de familie langpootmuggen (Tipulidae). De soort komt voor in het Nearctisch gebied.